# 张薇 (全国政协委员)
张薇（1962年—），女，汉族、第十二届全国政协委员。
她是中国科学院直属管理与公共支撑单位——文献情报中心社会科学研究员、兼职首席情报专家，担任文献情报中心（国家科学图书馆）副主任（副馆长）一职。2013年1月10日，当选第十二届北京市政协委员。2月1日，当选第十一届全国政协委员，代表科学技术界，分入第三十一组。2017年9月29日，因达到退休年龄，张薇被免去文献情报中心副主任职务，保留副局级待遇。